# Käru (Estonie)
Käru est un petit bourg de la commune de Käru du comté de Rapla en Estonie, traversé par la Käru jõgi .
Au 31 décembre 2011, il compte 397 habitants. Son manoir a été construit en 1878 par l'architecte letton Robert Pflug. De style néo-renaissance, il a été fortement endommagé pendant la Révolution de 1905 et pendant la Seconde Guerre Mondiale. L'économiste Ragnar Nurkse (1907-1959) est né dans le manoir.
L'explorateur Karl Von Ditmar a vécu à Käru.

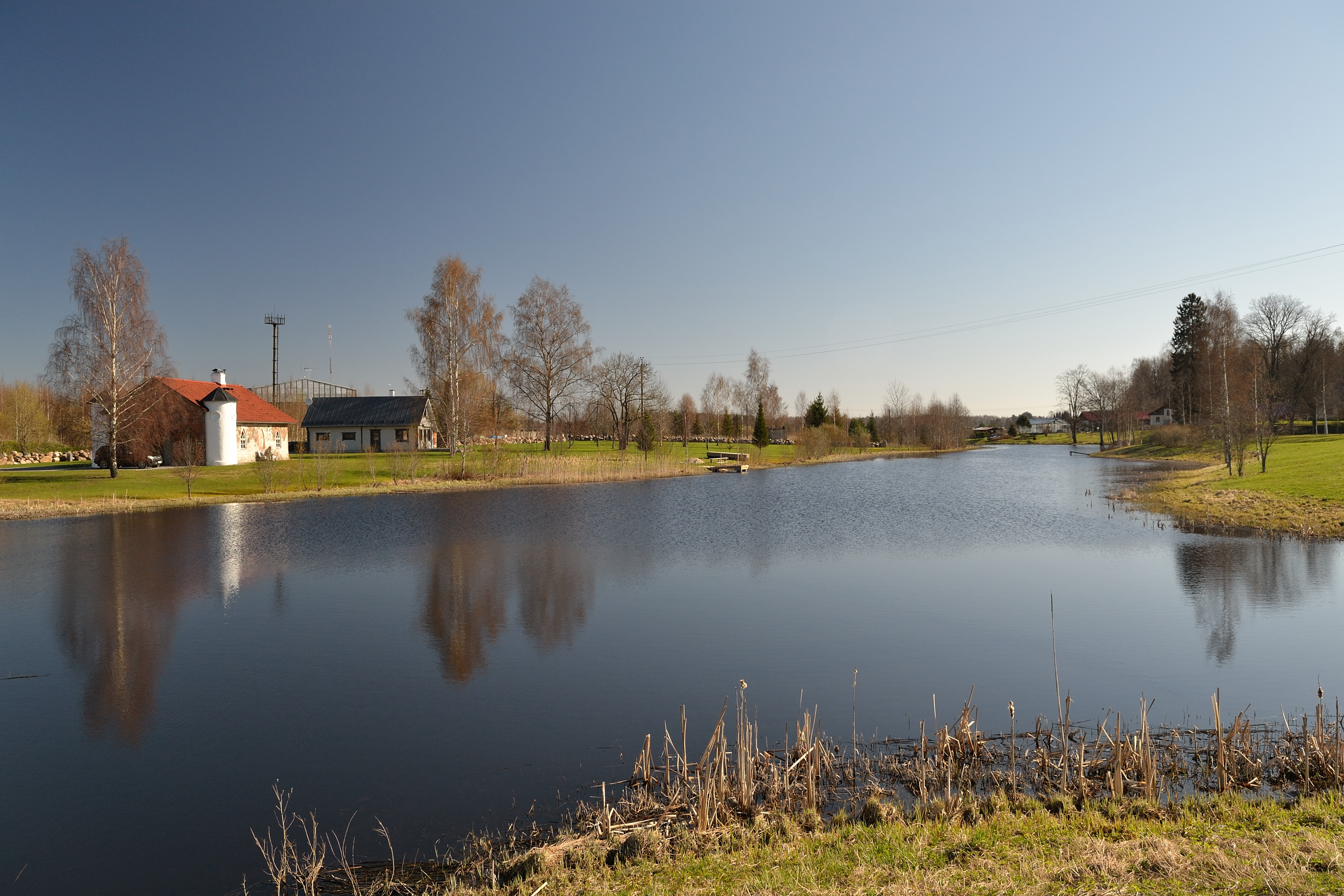
Lac de Käru